# Ellen Burstyn
Ellen Burstyn, egentlig Edna Rae Gillooly, (født 7. december 1932 i Detroit, Michigan, USA) er en amerikansk filmskuespiller.
Hun filmdebuterede i 1964, og er en betydelig karakterskuespiller med hovedroller i The Last Picture Show (Sidste forestilling, 1971), The King of Marvin Gardens (Jeg køber Rådhuspladsen, 1972) mod Jack Nicholson, The Exorcist (Eksorcisten, 1973) og Alice Doesn't Live Here Anymore (Alice bor her ikke mere, 1974). For rollen i sidstnævnte vandt hun en Oscar-pris. Hun har siden gjort betydelig indsats i film som Dying Young (1991), How to Make an American Quilt (Kærlighedens mønster, 1995), Requiem for a Dream (2000) og The Fountain (2006); de to sidstnævnte instrueret af Darren Aronofsky. Hun var fra 1982 til 1987 kunstnerisk leder for teaterskolen Actors Studio i New York sammen med Al Pacino; fra 2000 udgør hun, Pacino og Harvey Keitel styret for skolen.